# Поліщук Петро Петрович
Петро́ Петро́вич Поліщу́к — молодший сержант Збройних сил України, 95-а окрема аеромобільна бригада, учасник російсько-української війни.
Ніс службу на блокпостах у складі 24-ї механізованої бригади.

## Нагороди
За особисту мужність і героїзм, виявлені у захисті державного суверенітету та територіальної цілісності України, вірність військовій присязі під час російсько-української війни нагороджений
- орденом орденом «За мужність» III ступеня.